# Chidori-Klasse
Die Chidori-Klasse (jap. 千鳥型水雷艇, Chidori-gata suiraitei) war eine Klasse von vier Torpedobooten der Kaiserlich Japanischen Marine, die im Zweiten Weltkrieg zum Einsatz kamen.

## Geschichte

### Entwicklungsgeschichte
Am 22. April 1930 wurde der Londoner Flottenvertrag unterzeichnet; dieser legte gegenüber den Vertragsstaaten fest, dass das Moratorium zum Bau von Großkampfschiffen, des Washingtoner Flottenvertrags, bis 1936 verlängert wurde und setzte neue bzw. erweiterte qualitative wie quantitative Grenzen für Großkampfschiffe (Schlachtschiffe bzw. -kreuzer), Flugzeugträger, Kreuzer, Zerstörer und U-Boote.
Die Kaiserlich Japanische Marine war mit der ihr darin zugebilligten Gesamttonnage für Zerstörer von 105.500 ts (107.188 t) unzufrieden, da sie als zu niedrig für die operationellen Erfordernisse erachtet wurde. Daher beschloss die Marine, die Lücke mit einem neuen Typ Kriegsschiff (Torpedoboot) zu schließen, das als Wachschiff für die eigenen Häfen und Marinestützpunkte dienen konnte und aufgrund seiner geringen Größe unter die 600-ts-(610-t)-Kategorie fallen würde, die nicht vertraglich begrenzt war, so dass sie in beträchtlicher Menge gebaut werden konnte.
Wie bei allen japanischen Kriegsschiffentwürfen dieser Zeit üblich, hatte die spätere Chidori-Klasse ein Maximum an Kampfkraft bei einem Minimum an möglichen Abmessungen erhalten. So stellte sie auf dem Papier einen starken Entwurf dar und schien den unter den gleichen Voraussetzungen entworfenen französischen und italienischen Entwürfen überlegen zu sein.
Vergleich der Torpedobootsentwürfe der 600-ts-Klausel des Londoner Flottenvertrag und ähnliche Schiffsklassen.
| Klasse               | Torpedoboot 1935 | Melpomène                 | Spica          | Chidori     | Sleipner                |
| -------------------- | ---------------- | ------------------------- | -------------- | ----------- | ----------------------- |
| Land                 | Deutsches Reich  | Frankreich                | Italien        | Japan       | Norwegen                |
| Standardverdrängung  | 839 ts           | 680 ts                    | 808 ts         | 535 ts      | 735 ts                  |
| max. Geschwindigkeit | 35 kn            | 34,5 kn                   | 34 kn          | 30 kn       | 32 kn                   |
| Bewaffnung           | 1 × 10,5 cm      | 2 × 10 cm                 | 3 × 10 cm      | 3 × 12,7 cm | 3 × 10 cm               |
| Flugabwehr           | 2 × 2 cm         | 2 × 3,7 cm 4 × 13,2-mm-MG | 2 × 13,2-mm-MG | 1 × 4 cm    | 1 × 4 cm 2 × 12,7-mm-MG |
| Torpedos             | 6 × 53,3 cm      | 2 × 55,0 cm               | 4 × 45,7 cm    | 4 × 53,3 cm | 2 × 53,3 cm             |

### Bau
Die ersten vier Einheiten einer projektierten Klasse von zwanzig Booten wurde im Rahmen des 1. Kreis-Bauprogramms (Maru 1 Keikaku) zwischen Oktober 1931 und April 1933, je 2 Boote, auf der Marinewerft in Maizuru und der privaten Werft Fujinagata in Osaka auf Kiel gelegt. Die Indienststellung erfolgte zwischen November 1933 und November 1934.

### DerTomozuru-Zwischenfall

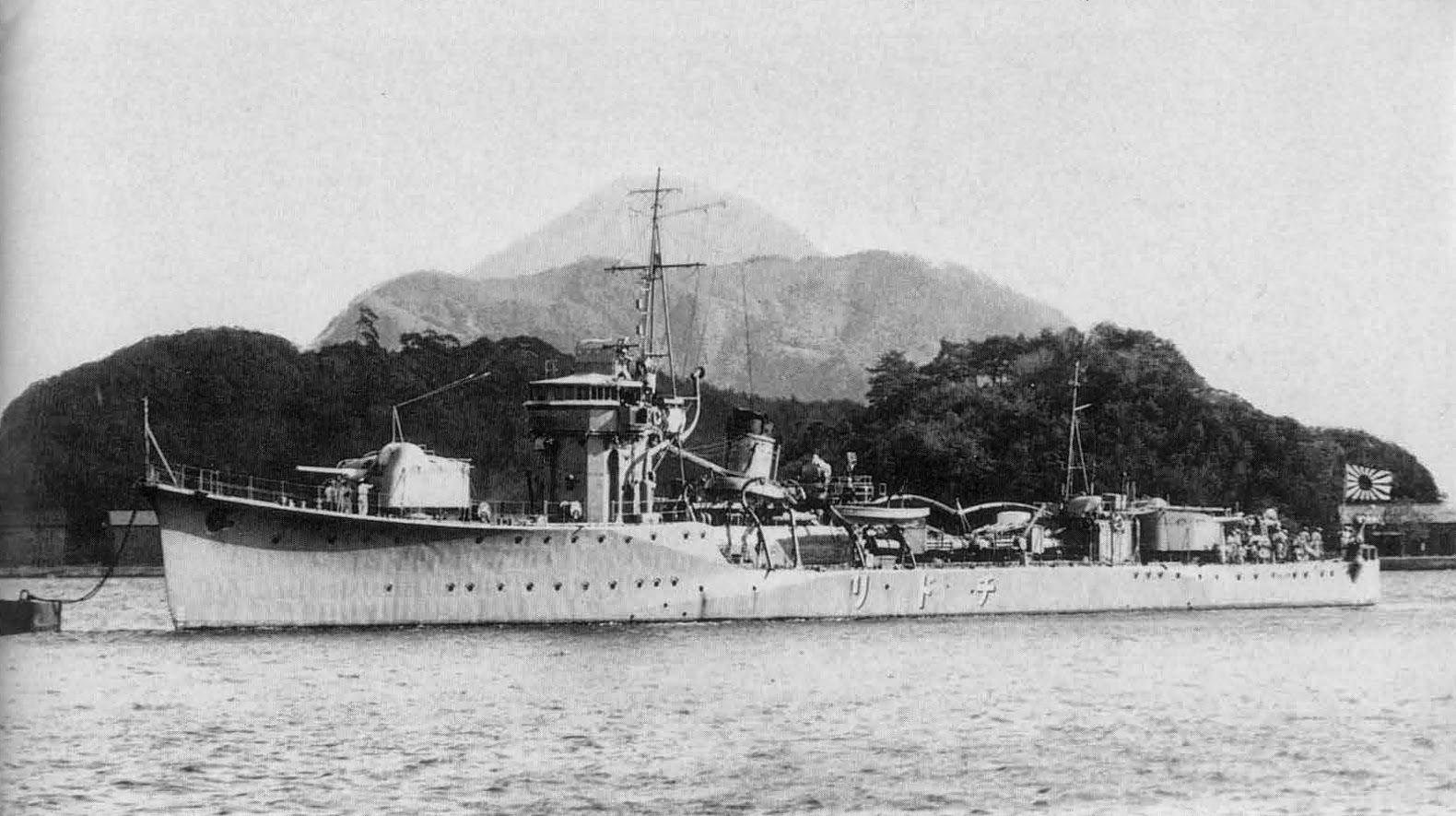
Chidori mit ursprünglicher Bewaffnung und Aussehen

Der Versuch der japanischen Konstrukteure, eine vergleichsweise starke Bewaffnung auf der Basis einer im Vergleich dazu recht geringen Wasserverdrängung unterzubringen (immerhin 22,7 Prozent des Gesamtgewichtes entfielen nur auf die Bewaffnung), wirkte sich später verhängnisvoll aus, da die beiden zuerst gebauten Einheiten dadurch stark topplastig waren.
So kam es, dass die Tomozuru in den Morgenstunden des 12. März 1934 während eines Übungsschießens mit Torpedos vor Sasebo in stürmischem Wetter kenterte. Das kieloben treibende Wrack konnte erst zehn Stunden später von einem Suchflugzeug gefunden werden. Das gekenterte Torpedoboot wurde zwar am darauffolgenden Tag durch den Leichten Kreuzer Tatsuta nach Sasebo eingeschleppt (und später wieder repariert), doch hatten bei dem Unglück 97 Seeleute den Tod gefunden. Nach diesem sogenannten Tomozuru-Zwischenfall überprüfte eine Untersuchungskommission der japanischen Marine den Vorfall und kam zu dem Ergebnis, dass alle Schiffe der Klasse erhebliche Stabilitätsschwierigkeiten hatten.
Nachfolgend wurden alle vier Einheiten bis Dezember 1936 in Maizuru umgebaut. Dabei kamen unter anderem 98 Tonnen Ballast an Bord und der Brückenaufbau wurde in der Höhe um ein Stockwerk verringert. Ferner wurden die drei 12,7-cm-Geschütze durch drei leichtere 12-cm-Geschütze ausgetauscht. Zudem kam einer der beiden Zwillingstorpedorohrsätze von Bord und die 4-cm-Maschinenkanone wurde durch ein Maschinengewehr ersetzt. Diese Umbaumaßnahmen, vor allem die Zufügung des Ballastes, ließen die maximale Wasserverdrängung auf etwa 815 ts ansteigen; hierdurch wuchs der durchschnittliche Tiefgang auf etwa 3,1 m. Die Höchstgeschwindigkeit sank auf 28 kn ab. Nach den Umbauten zeigte sich, dass die Stabilitätsprobleme weitgehend behoben waren, und die Torpedoboote kamen später vor allem im Geleitsicherungsdienst ohne weitere Zwischenfälle zum Einsatz.

### Einsatz im Zweiten Weltkrieg
Zu Beginn des Krieges im Pazifik bildeten Boote die 21. Torpedobootsdivision und kamen als Sicherungsfahrzeuge während der japanischen Offensiven in Richtung der Philippinen und gegen Borneo zum Einsatz. Alle vier Schiffe nahmen dabei an der Schlacht um Tarakan im Januar 1942 teil. Im späteren Verlauf des Krieges dienten die Torpedoboote zumeist als Geleitsicherungsfahrzeuge und eskortierten japanische Konvois, die mit Rohstoffen von den Philippinen und von chinesischen Häfen aus nach Japan liefen. Sie erwiesen sich dabei als gute U-Jagdeinheiten, die von den amerikanischen U-Boot-Kommandanten respektiert wurden. Drei der Schiffe dieser Klasse gingen dabei in den letzten beiden Kriegsjahren durch Feindeinwirkung verloren.

## Liste der Schiffe
| Name | Bauwerft                                                          | Kiellegung                                                        | Stapellauf                                                        | Indienststellung                                                  | Verbleib                                                                                       |                |
| Maru 1 Keikaku | Maru 1 Keikaku                                                    | Maru 1 Keikaku                                                    | Maru 1 Keikaku                                                    | Maru 1 Keikaku                                                    | Maru 1 Keikaku                                                                                 | Maru 1 Keikaku |
| --- | ----------------------------------------------------------------- | ----------------------------------------------------------------- | ----------------------------------------------------------------- | ----------------------------------------------------------------- | ---------------------------------------------------------------------------------------------- | -------------- |
| Chidori (千鳥) | Marinewerft Maizuru                                               | 13. Oktober 1931                                                  | 1. April 1933                                                     | 20. November 1933                                                 | versenkt am 24. Dezember 1944 durch amerik. U-Boot USS Tilefish vor Yokosuka.                  |                |
| Manazuru (真鶴) | Fujinagata Zōsen, Osaka                                           | 22. Dezember 1931                                                 | 11. Juli 1933                                                     | 30. November 1934                                                 | versenkt am 1. März 1945 durch amerik. Luftangriff der Task Force 58 vor Okinawa.              |                |
| Tomozuru (友鶴) | Marinewerft Maizuru                                               | 11. September 1932                                                | 1. Oktober 1933                                                   | 24. Februar 1934                                                  | versenkt am 24. März 1945 durch amerik. Luftangriff der Task Force 58 im Ostchinesischen Meer. |                |
| Hatsukari (初雁) | Fujinagata Zōsen, Osaka                                           | 6. April 1933                                                     | 19. Dezember 1933                                                 | 15. Juli 1934                                                     | außer Dienst August 1945; ab 1946 abgewrackt.                                                  |                |
| Maru 2 Keikaku |                                                                   |                                                                   |                                                                   |                                                                   |                                                                                                |                |
| Ōtori Kasasagi Hiyodori Hayabusa Hato Sagi Kari Kiji Hatsutaka Aotaka Wakataka Kumataka Yamadori Mizutori Umidori Komadori | Nach konstruktionsbedingten Änderungen als eigene Klasse geführt. | Nach konstruktionsbedingten Änderungen als eigene Klasse geführt. | Nach konstruktionsbedingten Änderungen als eigene Klasse geführt. | Nach konstruktionsbedingten Änderungen als eigene Klasse geführt. | Nach konstruktionsbedingten Änderungen als eigene Klasse geführt.                              |                |

## Technische Beschreibung

### Rumpf
Der Rumpf eines Torpedobootes der Chidori-Klasse, unterteilt in wasserdichte Abteilungen, 82 Meter lang, 7,5 Meter breit und hatte bei einer Einsatzverdrängung von 748 Tonnen einen Tiefgang von 2,5 Metern.

### Antrieb
Der Antrieb erfolgte durch zwei ölbefeuerte Dampferzeuger – Kampon-Kessel – und zwei Getriebeturbinensätze, mit denen eine Gesamtleistung von 11.000 PS (8.090 kW) erreicht wurde. Die Leistung wurde an zwei Wellen mit je einer Schraube abgegeben. Die Höchstgeschwindigkeit betrug 30 Knoten (56 km/h). Es konnten 152 Tonnen Kraftstoff gebunkert werden, was zu einer maximalen Fahrstrecke von 9.000 Seemeilen (16.668 km) bei 10 Knoten führte.

### Bewaffnung

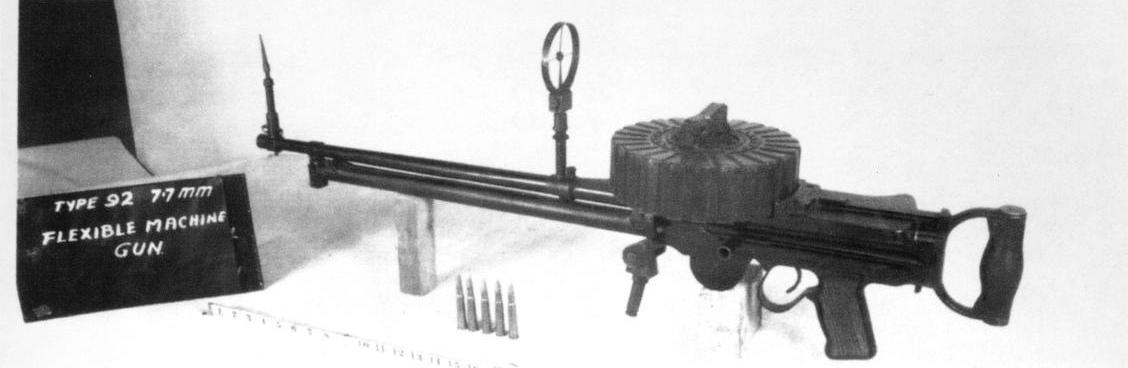
Japanisches 7,7-mm-Flugabwehr-MG Typ 92

Bei der Indienststellung bestand die Bewaffnung aus drei 12,7-cm-Geschützen mit Kaliberlänge 50 Typ 3 in einem Einzel- und einem Doppelturm, wie sie auch die Zerstörer der Hatsuharu-Klasse führten. Diese waren in der Bootsmittellinie, einer vor dem Brückenaufbau (Einzelturm) und hinter dem achteren Deckshaus (Doppelturm) aufgestellt. Zur Flugabwehr stand eine 4-cm-Maschinenkanone Typ 91 sowie als Torpedobewaffnung zwei Zweifachtorpedorrohrsätze im Kaliber von 53,3 cm und ein Wasserbombenwerfer des Typs 94 zur Verfügung.
Nach dem Tomozuru-Zwischenfall wurden die 12,7-cm- durch 12-cm-Geschütze in Kaliberlänge 45 Typ 3 in einfachen Schilden ausgetauscht, wobei eines den an Land gegebenen zweiten Torpedorohrsatz ersetzte. Das 4-cm-Flugabwehrgeschütz wurde durch ein Flugabwehr-MG Typ 92 im Kaliber 7,7 mm ersetzt.
Bis 1944 kam es bedingt durch die starken alliierten Streitkräfte zu einer kontinuierlichen Verstärkung der Abwehrbewaffnung gegen Flugzeuge und U-Boote. Das achtere 12-cm-Geschütz und das 7,7-mm-MG wurden an Land gegeben und durch zehn 2,5-cm-Geschütze Typ 96 in vier Einzel- und drei Doppellafetten ersetzt. Die U-Jagdbewaffnung bestand aus zwei Ablaufschienen und acht Typ-81-Werfern, wofür 48 Wasserbomben an Bord mitgeführt wurden.

### Sensoren

#### Radar

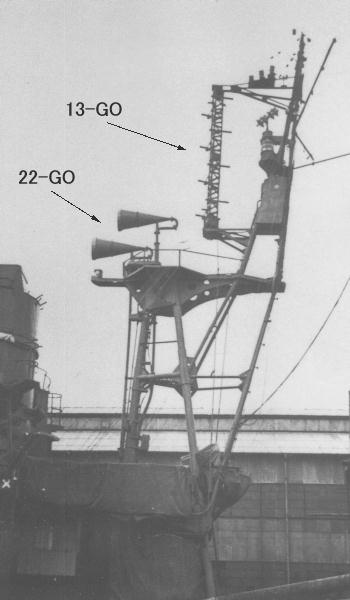
Radargeräte der Typen 22 und 13, hier im Hauptmast eines Zerstörers der Akizuki-Klasse.

Wie die japanischen Zerstörer waren die Torpedoboote nicht vom Beginn des Pazifikkrieges an mit Funkmesstechnik ausgerüstet. Erst zum Ende des Krieges erhielten einige Einheiten das Radar des Typ 22. Dieses zur Seeraumüberwachung und Feuerleitung fähige System, welches normalerweise aus einem Doppelhorn – eines zum Senden und eines zum Empfangen – bestand, war im Hauptmast hinter der Brücke verbaut. Es arbeitete mit einer Wellenlänge von 10 cm und hatte eine Sendeleistung von 2 kW. Bedingt dadurch, dass frühe japanische Radargeräte unzuverlässig und ihr Bedienpersonal schlecht ausgebildet war, neigten Kommandanten dazu Hinweise durch diese nicht ernst zu nehmen und sich auf die klassischen Aufklärungsmethoden wie Ausgucke mit optischen Geräten zu verlassen. Dieses Vertrauen wurde immer problematischer, da die Amerikaner immer bessere Radarsysteme einführten und diese hauptsächlich zur Feuerleitung einsetzten.
Im Jahr 1944 erhielten die Boote zur Luftraumüberwachung Geräte des Typs 13, die über eine lange Leiterantenne verfügten, die üblicherweise auf dem achteren Mast montiert war. Dieses Radargerät konnte eine Gruppe von Flugzeug in bis zu 100 Kilometer und ein einzelnes Flugzeug in bis zu 50 Kilometer orten. Es arbeitete mit einer Wellenlänge von 100 cm und hatte eine Sendeleistung von 10 kW.

#### Sonar
Zur Suche nach U-Booten waren ein Echoortungssystem des Typs 93 sowie einem Hydrophon-Set des Typ 93 eingerüstet. Dieses Hydrophon-Set bestand aus zwei Gruppen zu je acht Sensoren, eine Gruppe auf jeder Schiffsseite.

## Besatzung
Die Besatzung hatte eine Stärke von 113 Offizieren, Unteroffizieren und Mannschaften.

## Bemerkungen
1. ↑  Whitley und Stille, geben als Bezeichnung Tomozuru-Klasse an.